# Last Train to Paris
Last Train to Paris è il sesto album discografico in studio del rapper statunitense Diddy, pubblicato a nome Diddy - Dirty Money nel 2010.

## Il disco
Il disco è stato pubblicato nel dicembre 2010 dalle etichette Bad Boy Entertainment e Interscope Records. Il nome Dirty Money si riferisce alle due vocalist Dawn Richard (Danity Kane) e Kalenna Harper.
L'album si avvale di importanti collaborazioni con artisti provenienti dalla scena musicale statunitense: tra questi Grace Jones e Lil Wayne. Alla produzione, invece, si sono affiancati tra gli altri Rodney Jerkins, Diddy e Mario Winans.
La fotografia di copertina è stata realizzata a Parigi dall'australiano Jarrod "Jrod" Kimber, presso il Centre Georges Pompidou.
Ben sei sono stati i brani estratti dall'album e pubblicati come singoli: Angels (novembre 2009), Hello Good Morning (marzo 2010), Loving You No More (settembre 2010), Coming Home (novembre 2010), Your Love (marzo 2011) e Ass on the Floor (aprile 2011).
Riguardo alle vendite, il disco ha raggiunto la posizione numero 7 della classifica statunitense Billboard 200.
L'edizione deluxe del disco contiene una tracklist diversa con l'aggiunta di due tracce: Change (feat. Terius Nash & Christopher Stewart) e Last Night (Part 2).

## Tracce
Edizione standard
1. Intro – 1:33
2. Ass on the Floor (feat. Swizz Beatz) – 4:04
3. Yeah Yeah You Would (feat. Grace Jones) – 3:42
4. I Hate That You Love Me – 3:35
5. Someone to Love Me – 3:08
6. Hate You Now – 4:10
7. Your Love (feat. Trey Songz) – 3:54
8. Shades (feat. Lil Wayne, Justin Timberlake, Bilal & James Fauntleroy) – 5:57
9. Angels (feat. The Notorious B.I.G. & Rick Ross) – 5:11
10. Strobe Lights (feat. Lil Wayne) – 3:33
11. Looking for Love (feat. Usher) – 4:18
12. I Know (feat. Chris Brown, Wiz Khalifa & Sevyn) – 4:31
13. Hello Good Morning (feat. T.I.) – 4:27
14. Yesterday (feat. Chris Brown) – 4:31
15. Coming Home (feat. Skylar Grey) – 3:59
16. Loving You No More (feat. Drake) – 4:05

## Classifiche
| Classifica (2010-2011) | Posizione raggiunta |
| ---------------------- | ------------------- |
| Stati Uniti            | 7                   |